# Sous les vents de Neptune (téléfilm)
Pour le livre dont ce téléfilm est l'adaptation, voir Sous les vents de Neptune.
Sous les vents de Neptune est un téléfilm français en deux parties réalisé par Josée Dayan, diffusé en 2008, d'après le roman éponyme de Fred Vargas.

## Synopsis
Lors d’un séjour au Québec, le commissaire Adamsberg se retrouve mêlé à une affaire troublante : Noëlla, une femme qu’il a connue dans cette région et avec qui il avait une liaison, a été tuée de manière violente avec un trident. Ce crime ravive en lui le souvenir d’un drame personnel. Les similitudes entre les deux crimes éveillent les soupçons des policiers locaux, qui commencent à voir en Adamsberg un suspect potentiel. Bien que les preuves fassent défaut, les coïncidences le placent au cœur des interrogations. Pendant ce temps, un meurtrier insaisissable semble orchestrer cette sombre affaire, multipliant les fausses pistes pour embrouiller l’enquête.

## Fiche technique
- Titre : Sous les vents de Neptune
- Réalisation : Josée Dayan
- Scénario : Emmanuel Carrère, d'après le roman de Fred Vargas
- Musique : Pascal Estève
- Dates de diffusion :
  - les 15 février et 22 février 2008 sur France 2

## Distribution
- Jean-Hugues Anglade : Jean-Baptiste Adamsberg
- Jacques Spiesser : Adrien Danglard
- Hélène Fillières : Camille Forestier
- Myriam Boyer : Clémentine
- Jeanne Moreau : Josette
- Sandra Speichert : Noëlla
- Rémy Girard : le surintendant Aurèle Laliberté
- Raymond Bouchard : le commandant Trabelmann
- Bernard Freyd : le divisionnaire Brézillon
- Corinne Masiero : Violette Retancourt
- Hans Meyer : Fulgence